# 安瑞科技
安瑞科技是一家美國資安與應用交付公司，總部位於加利福尼亞州米爾皮塔斯。
截至2024年，安瑞科技在全球共設有五個辦公據點，分別位於美國、臺灣、印度、日本及中東（杜拜），其業務涵蓋亞太地區、北美地區，以及歐洲、中東與非洲地區（EMEA）。主要客戶類型包括政府機關、金融機構、醫療單位、製造業、教育機構與電信業者等。
近年來，安瑞科技擴展產品組合至五大核心領域，包含應用交付控制器（ADC）、網頁應用程式防火牆（WAF）與分散式阻斷服務攻擊（DDoS）防護、SSL VPN 遠端存取控制（AG）、零信任存取閘道（ZTAG）、以及由 AI 驅動的資料外洩防護解決方案（struXture DLP）。這些產品具備模組化、高效能與可視化等特性，可部署於多雲與虛擬化環境，協助企業因應法規遵循、即時防禦與網路管理需求。

## 歷史沿革
- 2000年：安瑞科技（Array Networks）創立，由 Alteon Websystems 技術團隊於美國設立子公司 Array Networks Inc.（US），專注於應用交付與資安產品研發。[2]

- 2003年：獲私募基金漢鼎亞太（H&Q Asia Pacific）投資，於開曼群島設立初期控股公司 Array Cayman。並以換股方式取得美國子公司 Array Networks Inc.（US）100% 股權。[3]

- 2008年12月19日：於開曼群島正式設立控股母公司 Array Networks Inc.（Cayman），完成集團控股架構整併。[4]

- 2009年5月13日：Array Cayman 在台灣登錄興櫃，籌備公開發行。[5]

- 2010年6月24日：於中華民國證券櫃檯買賣中心正式掛牌上櫃，成為首家於台灣上櫃的外國公司。[6]

- 2019年：設立印度子公司與杜拜分公司，拓展亞太地區與中東市場。同年於美國成立 Zentry Security Inc.，聚焦零信任與雲端資安應用。[7]

- 2022年6月：大宇資訊取得約 44% 股權，成為最大法人股東；董事會同步改組，由 連建欽 出任安瑞科技董事長暨總經理。[8]

- 2023年3月：樺漢科技旗下子公司 超恩股份有限公司 參與私募，取得約 10% 股權。[9]

- 2023年8月1日： 連建欽 卸任總經理，由 黃建喬 正式出任總經理。[10]

- 2025年7月16日：董事長 連建欽 辭任，由時任總經理 黃建喬 接任董事長。[11]

## 外部連結
- 安瑞科技官方網站